# منطقة الظفرة (أبو ظبي)

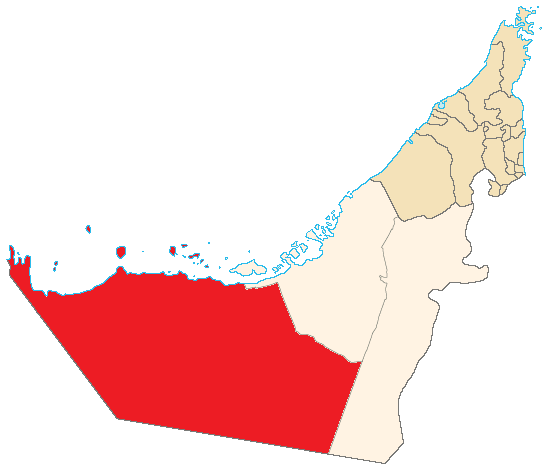
موقع منطقة الضفرة على خريطة إمارة أبوظبي، ويُطلق على المنطقة أحيانًا اسم المنطقة الغربية

منطقة الظفرة لإمارة أبوظبي تعرف سابقا المنطقة الغربية هي إحدى مناطق إمارة أبوظبي، وعاصمتها هي مدينة زايد وهي أكبر مدينة في منطقة الظفرة من حيث عدد السكان حوالي 29,95 ألف، كما تمتد منطقة الظفرة من طريف وتتضمن مدينة زايد وواحة ليوا وعدد من القرى والجزر الأخرى، تجاور المنطقة من الشمال منطقة أبوظبي ومن الشرق المنطقة الشرقية لإمارة أبوظبي ومن الجنوب والغرب تجاورها المنطقة الشرقية السعودية، ولها أيضاً حدودٌ بحرية مع دولة قطر.
تمثّل منطقة الظفرة الجزء الغربي لإمارة أبوظبي بنسبة 60% من المساحة الكلية للإمارة، كما تسهم بأكثر من 40% من إجمالي الناتج المحلي لها، وتشكل باتساعها الجزء الأكبر من مساحة دولة الإمارات العربية المتحدة. حيث تضم العديد من المدن والقرى والجزر المتباعدة فيما بينها. فمنها ما يقع في قلب الصحراء مثل (محاضر ليوا- مدينة زايد– بينونة– غياثي).
ومنها ما يُطل على شاطئ الخليج العربي مثل (المرفأ- الرويس- السلع) إضافة إلى الجزر العديدة منها (جزيرة دلما) ذات الكثافة السكانية و«جزيرة أبو الأبيض» و«جزيرة صير بني ياس» التي جعل منها الشيخ زايد بن سلطان آل نهيان محمية طبيعية عالية التنظيم والجمال، لتكون وجهة سياحية للعديد من الوُفود السياحية من داخل الدولة وخارجها. ينتمي أبناء إلى قبائل عربيه إسلامية، ويتميزون بحرصهم على العادات والتقاليد الأصلية، وبمحافظتهم على التراث آبائهم وأجدادهم.

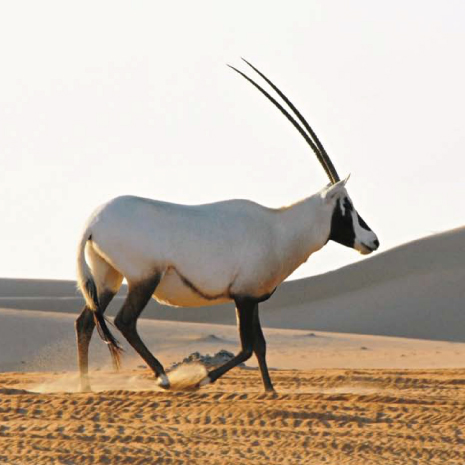
منظر طبيعي من منطقة الظفرة.

وتعتبر منطقة الظفرة من أغنى مناطق الدولة بحقول النفط والغاز حيث يوجد بها حقل حبشان التابع لشركة أدنوك، كما تمتاز أيضا بثروتها الزراعية والحيوانية المختلفة وبخاصة الإبل التي تحظى باهتمام أبناء المنطقة ورعايتهم لها وشغفهم باقتناء الأصيل منها.
كما تضم منطقة الظفرة العديد من المكتشفات الأثرية الهامة ومنها العثور على (أثر الماموث) حيث تم العثور على المئات من آثار أقدام فيلة الماموث التي تعود إلى سبعة ملايين سنة، وقد بينت المسوح الأثرية أن الاستيطان في المنطقة يعود إلى العصر الحجري أي إلى 7000 عام مضت والتي تشير إلى أن ساحل الظفرة كان مركزاً تجارياً هاماً، بالإضافة إلى ذلك تحتوي منطقة الظفرة على أكثر من 15 حصناً أغلبها في منطقة ليوا، وقد تم بناؤها في أوقات مختلفة ومنها حصن الظفرة في منطقة السرة وحصن النميل في ليوا وغيرها.
وفي 2023 تم تدشين محطة الظفرة للطاقة الشمسية الكهروضوئية، التي تبلغ قدرتها الإنتاجية 2 جيجاواط، و تعد أكبر محطة طاقة شمسية في موقع واحد على مستوى العالم.
تتكون هذه المنطقة من سبع بلدات، مع أرقام سكانية لتعداد السكان لعام 2005 (بلغ سكان المنطقة الكلي 109,000):
1. مدينة زايد (بيداء زايد) (السكان: 29,095)
2. الظنة (السكان: 15,511)
3. غياثي (السكان: 14,022)
4. ليوا (السكان: 20,192)
5. المرفأ (السكان: 14,503)
6. بعيا السلع (السكان: 7,900، بضمنها الغويفات)
7. جزيرة دلما (السكان: 4,811)